# 無敵の人 (インターネットスラング)
無敵の人（むてきのひと）とは、社会的に失うものが何も無いために、犯罪を起こすことに何の躊躇もない人を意味するインターネットスラング。2008年に西村博之（ひろゆき）が使い始めた。

## 概要
ひろゆきが2008年にブログで提唱したことに端を発する。

### ひろゆきの主張
ひろゆきは「彼らは欲望のままに野蛮な行為に手を染めるようになり、そしてそのような人間を制限する手段を社会は持っていない」として警鐘を鳴らしている。
また、「『この社会が僕を受けて入れてくれないから、自殺をする』っていうのを、日本人は選びがちだったんですよね。でも、自殺する1万分の1ぐらいで『何人か殺してから死のう』って人が、定期的に現れるようになって」「いじめを見て見ぬふりをする人って、いると思うんですけど。そういう人を見て見ぬふりをしていくと、社会に対して牙をむいてくることがあるっていうのは、もうちょっと考えて理解した方がいいと思うんですよね」と主張している。
さらに、ひろゆきは無敵の人について「社会に対して絶望して、自殺ではなく他殺を選ぶ『無敵の人』。他の先進国でテロが起きるように日本でも増えると言っていたものの、数年に一回かと思ったら、一年に複数回も起きるようになってしまった日本。社会がキツく当たるなら、自分も社会にやり返すという『弱者』もいるのです」と述べた。
ひろゆきはベーシックインカムの導入が無敵の人を生み出さないために有効であると主張している。「努力が足りなかっただけだ」と言って弱者を追い詰める風潮は、社会的になくなっていったほうがよく、そんな見方で弱者を見てしまうと、今度は、弱者側からの報復を生むことにもつながる。「無敵の人」を生み出さないためには、社会に居場所を作れるようにお金を使ったり、国民全員が生活の心配をしないようにする仕組みが必要であり、そのために税金が使われることに対して、国民が怒りを持ってしまうのは本末転倒であるとひろゆきは述べている。
また、ひろゆきは義務教育について「『義務』教育なのだから、どんな子供でもうちの国の教育を受けたらきちんと稼いで社会に貢献する大人に育ててやるぜ！という方針が必要。義務教育が終わっても社会に居場所が無いのは、児童が悪いのではなく教育システムの失敗。義務教育を受けられずに社会で生き残れない児童は親の責任」と主張している。
2022年（令和4年）の安倍晋三銃撃事件については「米、仏の政治家の警備に比べると、日本の政治家はフレンドリーで良いと思ってましたが、日本も同じになってきたのかも。社会に疎外されたと感じる日本人の多くは自殺を選んできたけど、他殺を選ぶ人が増えるという悪い予想が当たってしまってる昨今。そろそろ、蔑ろにされた人々に向き合うべきかと」と発言した。
同年7月8日に自身のYouTubeチャンネルで、『無敵の人を減らすために出来ることを徒然と。』というタイトルで動画を配信し、以下のように述べた。
その後、ABEMA Primeでひろゆきは「だいたいそういう（テロ的な）思想に染まる人ってまず友達が少ない」「話し相手が少なくて孤独な人が、自分の妄想をこり固めていって『きっとこういうことなんだ』と決めつけて、それをなんとか変えなきゃというので、相模原の事件（相模原障害者施設殺傷事件）を起こした人なども自分の妄想が真実だと思い込んじゃった。京都アニメーションを襲った人（京都アニメーション放火殺人事件）も自分の妄想が真実だと思い込んで行動に移しちゃった。誰か相談相手とか社会との接点があると『こう考えるんだけど』と話したときに『いや、それは違うよ』という人がいたはずだ。秋葉原で刺殺事件（秋葉原通り魔事件）を起こした人も、相談相手が最初はいたが、友達がだんだんと減っていったといっている。社会の人とのつながりをなるべく、赤の他人でもつながりを持つようにする、金を配って食えない状態をなくすことが、事件を減らす上では早いんじゃないかなと思う」と述べている。

## 事件の例
このような人物が起こした事件として、例えば以下の事件が指摘されている。なお、被疑者の年齢は事件発生当時で、被害詳細の死傷者に犯人は含めていない。

### 平成時代
| 事件                           | 発生日                         | 発生場所         | 被疑者   | 被害詳細             | 備考                                     |
| ------------------------------ | ------------------------------ | ---------------- | -------- | -------------------- | ---------------------------------------- |
| 附属池田小事件                 | 2001年6月8日                   | 大阪府池田市     | 37歳の男 | 8人死亡/15人負傷     | 2003年に死刑判決が確定、2004年執行。     |
| 秋葉原通り魔事件               | 2008年6月8日                   | 東京都千代田区   | 25歳の男 | 7人死亡/10人負傷     | 2015年に死刑判決が確定、2022年執行。     |
| 黒子のバスケ脅迫事件           | 2012年10月12日- 2013年12月15日 | 上智大学など多数 | 36歳の男 | イベントの開催中止等 | 2014年に懲役4年6ヶ月が確定、2019年出所。 |
| AKB48握手会傷害事件            | 2014年5月25日                  | 岩手県滝沢市     | 24歳の男 | 3人負傷              | 2015年に懲役6年が確定。                  |
| 相模原障害者施設殺傷事件       | 2016年7月26日                  | 神奈川県相模原市 | 26歳の男 | 19人死亡/26人負傷    | 2020年に死刑判決が確定。                 |
| 2018年東海道新幹線車内殺傷事件 | 2018年6月9日                   | 東海道新幹線車内 | 22歳の男 | 1人死亡/2人負傷      | 2020年に無期懲役が確定。                 |
| 福岡IT講師殺害事件             | 2018年6月24日                  | 福岡県福岡市     | 42歳の男 | 1人死亡              | 2019年に懲役18年が確定。                 |

### 令和時代
| 事件                                 | 発生日         | 発生場所           | 被疑者   | 被害詳細            | 備考                                                                         |
| ------------------------------------ | -------------- | ------------------ | -------- | ------------------- | ---------------------------------------------------------------------------- |
| 川崎市登戸通り魔事件                 | 2019年5月28日  | 神奈川県川崎市     | 51歳の男 | 2人死亡/18人負傷    | カリタス小学校のスクールバスを狙った犯行。犯人は現場で自殺。                 |
| 京都アニメーション放火殺人事件       | 2019年7月18日  | 京都府京都市       | 41歳の男 | 36人死亡/34人負傷   | 明治時代以降の日本で最も死者が多い殺人事件とされる。2025年に死刑判決が確定。 |
| 小田急線刺傷事件                     | 2021年8月6日   | 小田急小田原線車内 | 36歳の男 | 10人負傷            | フェミサイドの可能性が指摘された。2023年に懲役19年が確定。                   |
| 京王線刺傷事件                       | 2021年10月31日 | 京王電鉄京王線車内 | 24歳の男 | 18人負傷            | 小田急線刺傷事件の模倣犯による事件。2023年に懲役23年が確定。                 |
| 北新地ビル放火殺人事件               | 2021年12月17日 | 大阪府大阪市       | 61歳の男 | 26人死亡/1人負傷    | 精神科クリニックを狙った犯行。犯人は現場で負傷し、後に死亡。                 |
| 安倍晋三銃撃事件                     | 2022年7月8日   | 奈良県奈良市       | 41歳の男 | 1人死亡（安倍晋三） | 旧統一教会への恨みによる犯行。ローンオフェンダーの可能性が指摘された。       |
| 深圳日本人男児刺殺事件               | 2024年9月18日  | 広東省深圳市南山区 | 44歳の男 | 1人死亡             | 中華人民共和国で発生。2025年に死刑判決が確定。                               |
| 珠海市スポーツセンター自動車暴走事件 | 2024年11月11日 | 広東省珠海市香洲区 | 62歳の男 | 35人死亡/43人負傷   | 中華人民共和国で発生。2024年に死刑判決が確定、2025年執行。                   |

## 黒子のバスケ脅迫事件の犯人の主張
「黒子のバスケ」脅迫犯は次のように語っている。「いわゆる『負け組』に属する人間が、成功者に対する妬みを動機に犯罪に走るという類型の事件は、ひょっとしたら今後の日本で頻発するかもしれません。（中略）失うものが何もないから罪を犯すことに心理的抵抗のない人間を『無敵の人』とネットスラングでは表現します。これからの日本社会はこの『無敵の人』が増えこそすれ減りはしません。日本社会はこの『無敵の人』とどう向き合うべきかを真剣に考えるべきです。また『無敵の人』の犯罪者に対する効果的な処罰方法を刑事司法行政は真剣に考えるべきです」。

## 論評
「無敵の人」という語句は一部の人が使うインターネットスラングでしかなかったが2012年の黒子のバスケ脅迫事件の犯人が自身を「無敵の人」であると供述したことや川崎市登戸通り魔事件の際にTwitterで「川崎の事件」「犯人死亡」「自分の首」と共にトレンド入りし、一般化した。
総合研究大学院大学副学長の長谷川眞理子は「殺人は、目の前の敵を除去できる反面、自分が失うものも大きい。若い男性に殺人が多いのは、競争が激しい一方で、失うものが少ないためだ。日本で若者の殺人が（50年前と比べて）激減したのは、経済発展で豊かになり、格差が小さくなって、バカなことをすると失うものがある若者が増えたから」「格差が広がっても、これまで問題がすぐに顕在化しなかったのは、親がまだ豊かで子どもを支えてきたから。『無敵の人』の犯罪は一気には増えないが、ブレーキが薄れ、潜在的な層は増えている」と論じた。
新潟青陵大学教授の碓井真史は「『無敵の人』は昔の不良の『俺なんてどうなってもいい』を知的に表現しただけ」「恵まれない立場の人の犯罪は昔からあったが、優等生型の犯罪が目立つのが現代的」「優等生が挫折すると、プライドが高い分、自分の境遇を実際以上に悲惨に感じる。夢をつぶされた、人生を狂わされたと思い込んだ時に自暴自棄になる。『無敵の人』はどうなってもよいと言いながら、誰かに認められたい、愛されたいと、もがいているように見える」と論じた。
トイアンナは犯人像を分析し「法務省の『無差別殺傷事犯に関する研究』を読むと、無差別殺傷事件の犯人は限りなくこの『無敵の人』に近い。犯人の77%が月収10万円以下、または無収入だ。無差別殺傷事件の犯人の学歴を見ると、大卒は4%。厚労省と河合塾のデータを掛け合わせると、平均の12分の1の割合しか大卒がいない。結婚しているのも52人中2人だけ。ほとんどの犯人は結婚していない。これも、日本の平均的な数字から大きくかけ離れている。無差別殺傷事件の犯人たちには、友人すらいない。犯行時に親密な友人がいた者はわずか6%。犯人には恋人も友人もいない、まさに社会との接点が薄い人が多い」と分析している。
ライターの松谷創一郎は、AKB48握手会傷害事件の犯人について「『無敵の人』の最期の一撃」と見出しをつけ「2008年の秋葉原通り魔事件と、『黒子のバスケ』脅迫事件の容疑者像は共通点が多い。非正規雇用で、コミュニケーションの苦手な存在が、死刑になるために無差別殺人を図る──これが「間接自殺」である。言い換えるならば、無差別無理心中といったものである」と述べ、これは日本に限らないことで、アメリカ合衆国で起きたバージニア工科大学銃乱射事件（2007年）やアイラビスタ銃乱射事件（2014年）といった事件が起きており、これらの犯人もコミュニケーションに問題を抱えた社会的弱者で、被害妄想を膨らませ、無関係な人々を死に追いやったうえで自らも死ぬという事件を起こした。日本と違うのは、犯人がその場で銃による自殺をしたことだという。
ライターの石徹白未亜は福岡IT講師殺害事件に関連してインターネット上の誹謗中傷について分析し、誹謗中傷は手間がかからない、インターネット環境があり小学校中学年程度の語彙力があれば誰でもできる手軽な方法であるのに対して、被害者側のダメージはその手軽さに見合わないものであり、悪い意味で加害者側にとって非常にコスパのいい行為であるとし、「特に何かされたわけでもない有名人に1日○通も誹謗中傷を送り続けたヤバい奴」と思われたとしても、もともと失うもののない「無敵の人」にはさほど響かないのだろうと評している。
コラムニストの河崎環は「無敵の人」と「迷惑系YouTuber」の共通点について「本質は同じで、気の毒なナルシストの自傷行為だ」と評している。「ヤバいことやってみたら、もしかして（数字が）ハネるかも」と考える迷惑系YouTuberと大きな違いはなく、「これまでのどの時代にもどの社会にも一定数いた自意識過剰な劇場型犯罪者や自爆テロリストや通り魔たちに比べて、何が新しいというのだろう」「自己犠牲テロは『追い詰められた貧者』が、尽きた選択肢の中で最後に選ぶ、非常に皮肉な意味で『コスパの高い』最後の呪文なのである」と評している。
文筆家の御田寺圭は「無敵の人が起こした事件」として議論が展開されることについて、「『無敵の人をなくしたい』というよりもむしろ『なにもわからない状況だからこそ、自分たちを納得・安心させるための＜物語＞＜筋書き＞がほしい』と考える人びとの、ある種の自己防衛的な反応」ではないかと指摘し、「『経済的・社会的に追い込まれた人は、なにをしでかすかわからない』という先入観をも人びとに植え付けていく」という危険性があることを指摘している。
格差社会と「無敵の人」の増加について、社会学者の山田昌弘は、格差には、上位層がますます良くなる「上離れ」と、下位層がさらに落ち込む「底抜け」（例えばワーキングプアなど）があるとし、このうち「底抜け」の増加が、社会に与える不安が大きくなるとしている。「底抜け」層は、収入が低い、努力が報われないと思う、 未来に希望がもてない、などの特性を持つため、この層の増加は社会の活力が失われたり、犯罪の増加などにより社会が不安定化するとしている。また、山田は「フリーターのように職業的・経済的に不安定な人々が増えればどのような影響が及ぶか?」という問いに対し、「『俺は社会から見捨てられた』と、将来に絶望する人が現れる状況になれば、その中から反社会的行動に走る人が出て来ても不思議な話ではない。（2001年の）池田小学校の事件や、幼女連れ去り事件の犯人の多くは、中年の無職男性だ」と論じた。

### 自己責任論との関係
編集者の箕輪厚介は「（自らが）死んでもいいから人を殺すという人は刑罰によって抑えられないからテロリストと同じ無敵の人。社会がこういった人たちを増やしていけば、川崎殺傷事件のような事件は無くならない。一人で死ねというのは一般感情としてはあるが、世の中（社会）としてはそれを言ったらおしまい。これから格差が広がっていく中で、『お前はクズだから死んでしまえ』というのは、無敵の人を増やすことに他ならない」と警鐘を鳴らしている。
橋下徹は京都アニメーション放火事件の犯人に対して「一般論として、悩んでいる人をしっかり支える社会システムを必要なのは当たり前のことです。誰もが言いますけど、でも本当にやむを得ず自暴自棄になってどうしようもないっていった時には、僕は一人で死んでほしいですよ」「一人で死ねっていうことが批判的に言われましたけど、社会で支えるいろんなシステムを作るのは当たり前なんですけど、最後にどうしてもっていうときには、自分の命は人に迷惑かけずに自分で絶てっていうことは、教育でやったからってこの犯人が止まるとは思いませんよ。でも、社会でこういうことは言い続けるべきだと思います」と持論を展開した。共演した弁護士の三輪記子は「一人で死ねっていう先生の発言にはまったく賛同はできなくて、今回の被疑者がそういう風に思っていたのか、まだわからないですし」と反論したが、橋下は「一般論としてっていう意味で言っているんでね。まだこの容疑者に対して裁判も確定していないけども、じゃあ一人で死ななければどうするんですか？他人を犠牲にしていいんですか？」と批判し、三輪は「他人を犠牲にしていいとは一言も言ってないですけど」と反論したところ、橋下は「じゃあ他人を犠牲にするなっていうことは一人で死ねっていうことじゃないですか？そこをごまかしちゃダメですよ。社会はそういう規範意識を醸成して、自分の命を絶つときは絶対に人に迷惑をかけるなっていうことを社会がそういう風にしていかないと、きれいごとばかり言ってもダメですよ」と持論を展開した。
筑波大学教授の原田隆之は「巻き込むな、死にたいなら一人で死ね」という言葉を前半と後半で分けるべきで、これを一連の言葉として全体で賛成反対を言うから意見がかみ合わなくなるとし、前半の「巻き込むな」については、誰もが賛成であろう正論であるし、後半の「死にたいなら一人で死ね」というのは、「正論」ではなく「感情論」であると評した。そして、社会的に孤立し、絶望している人々に向けた言葉としては「巻き込むな、でもお前も死ぬな」というメッセージが必要であると論じた。
『産経新聞』記者の酒井孝太郎は、犯罪を犯した人間の「自業自得」「自己責任」と片付ける風潮に異を唱えている。酒井は「人間は『社会』との紐帯（ちゅうたい）が切れると、猛烈な孤独感や疎外感にさいなまれ、死の想念にとらわれてしまう。周囲のサポートや制度的なセーフティネットの必要性が叫ばれるゆえんだ。そうした『こぼれ落ちていく人』の存在に気づけなかったとき、あるいは意識的に気づかないふりをして、『自業自得』『自己責任』と突き放したとき、歪んだ格差社会の中で『無敵』意識が急激に増大するのではないか」と評している。
ITmediaのライターである古田拓也もセーフティネットの整備を主張しており、「無敵化した人を普通の人に戻すことや、普通の人が無敵化しないようにするためには、道徳教育といった精神的な対応では不十分で、抜け目のないセーフティネットの構築や、失敗しても復帰が可能なルートを用意・周知することで、無敵の人や予備軍の人々に『失うもの』を持たせ、犯罪の機会費用を高めていく施策も併せて求められてくるのである」と評している。

## 備考
- 2019年の川崎市登戸通り魔事件の直後には、「無敵の人」に当たる息子が事件を起こす前に父親が息子を殺害するという元農水事務次官長男殺害事件が発生した。同年でフリーターなどの非正規雇用、無職などが約400万人いると予想されており、このままだと多くが生活保護受給者になると言われている[35]。一橋大学名誉教授の野口悠紀雄によれば、2040年には生活保護費の総額は9兆円規模になり、消費税率を2.5%以上引き上げる必要があるほどの規模である[36]。経済ジャーナリストの岩崎博充は京アニ放火事件の被疑者が氷河期世代であったことから「今後、10年が経過して彼らが45歳から54歳になったとき、日本はどうなっているのか。このロストジェネレーション世代が、その時まだ『無敵の人』であるとしたら、その社会はあまりに理不尽だ。」と評している[37]。また、就職氷河期を経て引きこもりが老親の介護をするようになった結果「8050問題」も社会問題化している。
- 2013年に法務総合研究所は、無差別殺傷事件の犯人52人を対象に調査を行っている。その調査によると、37人が39歳以下の男性であり、犯行時に正規雇用されていた者は4人だった[38]。また、月収は10万円以下が9人、0円が31人であった。異性との交友関係がない者が大半で、親密な友人がいた者は3人だった[38]。犯行動機は「自己の境遇への不満」が最多の22人であった[38]。なお、戦後の日本では凶悪犯罪自体は減少しており、特に殺人件数は2012年時点で50年前の1/3まで減少している[2]。
- 世間から弱者として認定されない弱者について、作家の吉川ばんびは「いわゆる支援が必要なレベルの貧困や、精神を病んでしまっている人は、一見すると『普通の人』と変わりがないことが多い。ただ、お金もないし、精神的に問題があって生きづらさを感じている。働ける状態にないとしても、それが分かってもらえないし、本人ですら気付いていない。『生活保護の受給=悪いことだ』、『貧困で支援を受けるのは恥ずかしいことだ』という風潮もあって、どんどん支援を求めるためのハードルが上がっている。」と論じている[39]。
- 銃乱射事件の犯罪者プロファイリングでは、共通の特徴として「独身・男性・迫害感・復讐欲求・武器への陶酔・社会的孤立・無職」が上げられ、pseudocommand（疑似的特殊部隊）という単語が用いられてきた[40]。また彼らのような人間による虐殺を「The autogenic (self-generated) massacre」と呼び分析を行っている[41]。

## 関連用語
- 無敵
- 通り魔
- 弱者男性
- 拡大自殺
- 少年法 - 責任能力#14歳に満たない者
- DQN
- ルンペンプロレタリアート / アンダークラス（英語版）
- 自暴自棄 / 自爆 / 自爆テロ
- 模倣犯 - 通り魔殺人事件などが起こると報道により注目され、模倣により連鎖的に事件が発生することがある。
- 警察による自殺 - 警察に銃で撃ち殺されることを目的に犯罪を起こすこと。
- 犯罪者プロファイリング - 犯罪捜査において行動科学などから犯人の特徴を読み取る推論。
- 公正世界仮説 - 「社会は本来、安全で公正だ」という認知バイアス。「努力は報われる」「貧困・孤独になるのは努力不足」といった自己責任論と深く関係している。
- 積極的平和 - つまり、失うものがないという構造的な暴力を減らせば、いずれ犯罪者は減るという考え方。
- 八失人員 - 報復社会 - 無差別殺人事件が連続したことを契機に中国で広がった表現

### 背景要因
- 新自由主義
- 中年の危機 / 青年の危機（英語版）
- 実存的危機
- 孤独問題担当国務大臣
- 社会的包摂
- 自己責任
- 生存権 / 公共の福祉 / 幸福追求権

### テロリズム
- ローンオフェンダー - テロ組織に属さない個人または少人数が、ネットの情報を鵜呑みにして過激化した状態。
- ホームグロウン・テロリズム - 生まれ育った国を対象に起こすテロのこと。自国産テロリズムとも。

### 作品
- 刑務所の中：花輪和一のエッセイ漫画。ひろゆきはこの漫画を読むと「刑務所もそんなに悪いとこじゃないのかもね」とわかると評した。
- 無敵の人：2019年にきづきあきらとサトウナンキが発表した漫画。
- 爆弾：呉勝浩の小説[42]。
- ジョーカー (映画)：バットマンのヴィラン（悪役）であるジョーカーを主人公とした映画。精神的問題や貧困を抱えた社会的弱者が犯罪を起こすという物語で、京王線刺傷事件の犯人はジョーカーに憧れてコスプレをして犯行に及んだと供述した。